# フランシス・ガルニエ (砲艦)
| 画像をアップロード | |
| 艦歴               | |
| 発注               | CNT社カーン造船所 |
| 起工               | 1926年 |
| 進水               | 1927年12月 |
| 就役               | 1931年 |
| 退役               | |
| その後             | 1945年3月9日に自沈処分。 |
| 除籍               | |
| 前級               | アルギュス級 |
| 次級               | ミトー |
| 性能諸元（竣工時） | |
| 排水量             | 常備：639トン |
| 全長               | 62.5m |
| 全幅               | 10.3m |
| 吃水               | 2.2m |
| 機関               | ド・テンム式重油専焼水管缶2基 +型式不明3段膨張式レシプロ機関2基2軸推進                                                                                      |
| 最大出力           | 3,200hp |
| 最大速力           | 15.0ノット |
| 航続距離           | -ノット/-海里（重油:100トン） |
| 乗員               | 103名 |
| 兵装               | カネー Model 1917 10cm（45口径）単装速射砲2基 カネー Model 1924 7.5cm（50口径）単装高角砲1基 オチキス 3.7cm（50口径）単装機関砲2基 8mm（80口径）単装機銃4丁 |

フランシス・ガルニエ（フランス語: Francis Garnier）は、フランス海軍が第一次世界大戦後に建造した砲艦で同型艦はない。

## 概要
本艦はフランスが世界中に持っていた植民地（フランス植民地帝国）や保護国を警備するために建造された艦級である。砲艦基準では大型艦で、外洋航行能力を持っていたためフランスのカーンから揚子江まで回航され、現地で警備任務に就いた。

## 艦形について
本級の船体は平甲板型船体であった。艦首が切り立った艦首甲板上に「Model 1917 10cm（35口径）速射砲」を防盾の付いた単装砲架で1基を配置した。その背後から上部構造物が始まり、側面にプロムナード・デッキを設け、その上に7.5cm（50口径）単装高角砲1基が配置された。
簡素な単脚式の前部マストが立ち、その背後に箱型の艦橋が設けられ、その両側には船橋（ブリッジ）が設けられた。船体中央部に2本煙突が立ち、両側から挟みこむように通風筒が片舷1本ずつ計2本立ち、その周囲は艦載艇置き場となっており、船体舷側の2本1組のボート・ダビッドが片舷1基ずつ計2基により運用された。後部居住区を基部として後部マストが立ち、上部構造物上に2番10cm速射砲1基が後ろ向きに配置された。

## 艦歴
1945年3月9日にメコン川のクラチエ近辺で日本軍の攻撃を受けた折に自沈した。